# Wilcock Bay
Die Wilcock Bay (norwegisch Stornesbukta ‚Große-Landspitze-Bucht‘; chinesisch 賢翁湾 Xianweng Wan) ist eine Nebenbucht der Prydz Bay an der Ingrid-Christensen-Küste des ostantarktischen Prinzessin-Elisabeth-Lands. Sie liegt im südwestlichen Abschnitt der Larsemann Hills.
Norwegische Kartographen, die sie auch benannten, kartierten sie anhand von Luftaufnahmen der Lars-Christensen-Expedition 1936/37. Das Antarctic Names Committee of Australia (ANCA) benannte sie nach Arthur Wilcock, Sekretär des ANCA von 1952 bis 1957, der dem Gremium bis 1975 angehört hatte.